# Stephan Crump

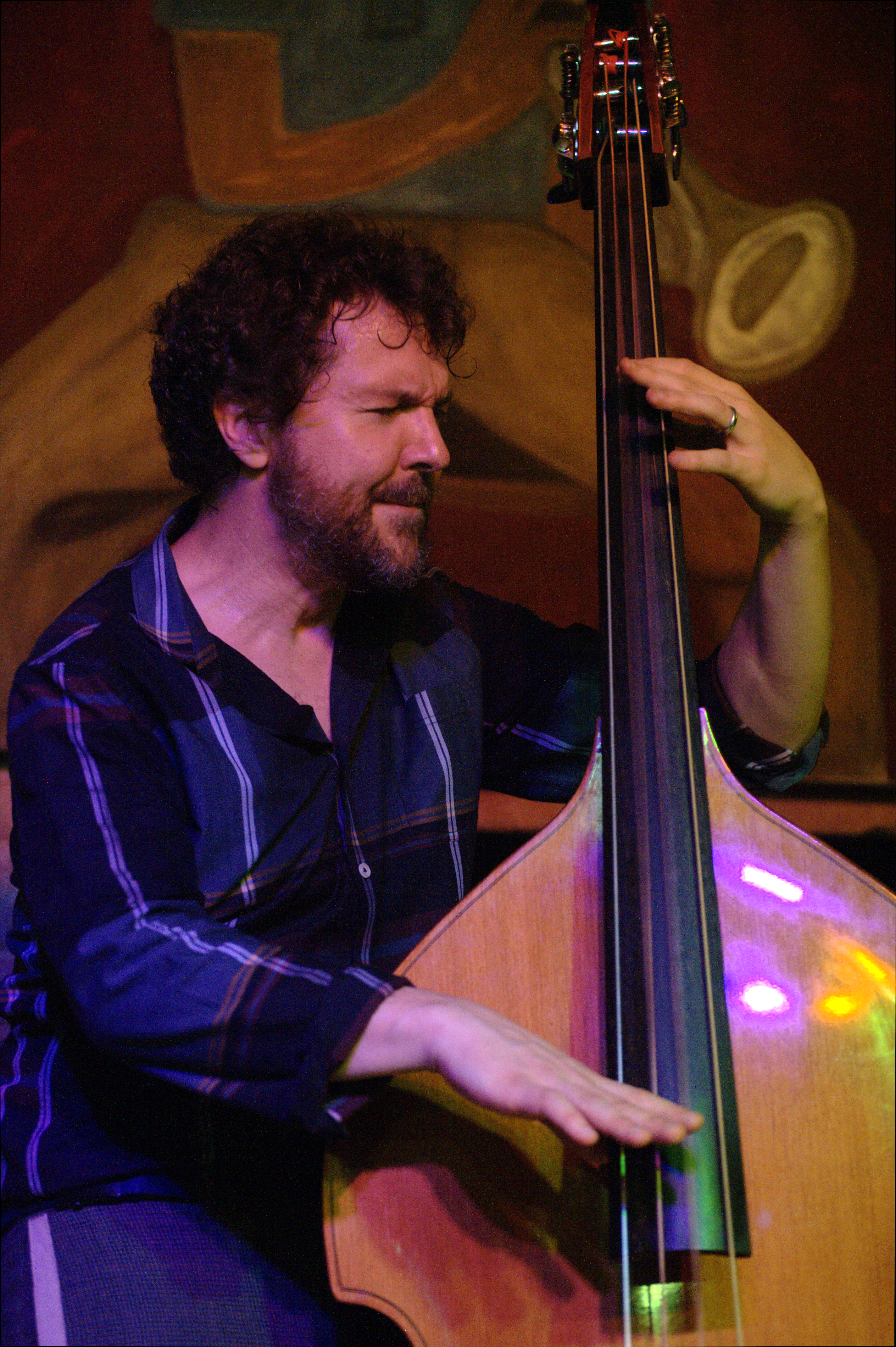
Stephan Crump mit seiner Gruppe Rhombal im Jazzinstitut Darmstadt am 2. November 2018

Stephan Crump (* 8. Februar 1972 in Memphis (Tennessee)) ist ein US-amerikanischer Kontrabassist (auch E-Bass) und Komponist des Creative Jazz.

## Leben und Wirken
Crumps Mutter stammt aus Paris, sein Vater, ein Architekt und Jazz-Schlagzeuger, aus Memphis, wo Stephan Crump aufwuchs. Er lernte zunächst klassisches Klavierspiel und Altsaxophon, bevor er als Jugendlicher Bassgitarre spielte, auf Festivals im Südosten der USA auftrat und einem Jazzrock-Trio angehörte, für das er komponierte. Den Bachelor of Music erwarb er am Amherst College, wo er bei dem Komponisten Lewis Spratlin studierte und mit Max Roach, Frank Foster und Ray Drummond arbeitete. In dieser Zeit wechselte er zum Kontrabass und verbrachte ein Auslandsjahr in Paris. Nach Beendigung des College tourte er mit dem Tommy Dorsey Orchestra (Ghost Band); anschließend zog er nach New York und setzte seine Studien bei Michael Moore fort.
Crump arbeitet seit den 1990er-Jahren in der New Yorker Musikszene, u. a. mit Jazzmusikern wie Dave Liebman, Billy Hart, Sonny Fortune, Greg Osby, Kenny Werner, Bobby Previte, dem Blues-Veteranen Johnny Copeland und Singer-Songwritern, darunter Ashford and Simpson, Michael McDonald, Patti Austin, Jorma Kaukonen und Lucy Kaplansky. Crump ist seit 1997 Mitglied im Trio des Pianisten Vijay Iyer und leitet das Rosetta Trio (mit Liberty Ellman und Jamie Fox), mit dem er eine Reihe von Alben vorlegte. 1997 erschien sein Debütalbum Poems and Other Things, an dem Chris Cheek und Roberta Piket mitwirkten. Ferner schrieb er Filmmusik. Mit Steve Lehman, Mary Halvorson bzw. James Carney nahm er Duoalben auf. Im Bereich des Jazz war er zwischen 1995 und 2012 an 31 Aufnahmesessions beteiligt, außer den Genannten mit Joel Harrison, Dan Willis und Rez Abbasi (Sound Remains, 2025). 2016 arbeitete er im Trio mit Kris Davis und Eric McPherson; 2018 gehört er dem Vijay Iyer Sextet an und leitet die Formation Elemental, mit Ryan Ferreira (Gitarre), Michaël Attias (Altosaxophon), Ches Smith (Perkussion, Tympani).

## Diskographische Hinweise
- Tuckahoe (Accurate, 2001), mit Chris Cheek und Miguel Zenón
- Rosetta (Papillon, 2006), mit Liberty Ellman, Jamie Foxx
- Reclamation (Sunnyside Records, 2009), mit Liberty Ellman, Jamie Foxx
- Kaleidoscope and Collage (Intakt Records, 2010), mit Steve Lehman
- Thirl (Sunnyside, 2012), mit Liberty Ellman, Jamie Foxx
- Super Eight (Intakt, 2013), mit Mary Halvorson
- Echo Run Pry (Clean Feed Records, 2013), mit James Carney
- Thwirl (Sunnyside, 2013), mit Liberty Ellman, Jamie Fox
- Rhombal (2016)
- Planktonic Finales (Intakt Records, 2017) mit Ingrid Laubrock, Cory Smithe
- Borderlands Trio: Asteroidea (Intakt, 2018), mit Kris Davis, Eric McPherson
- Stephan Crump, Ingrid Laubrock, Cory Smythe: Channels (Intakt, 2019)
- Borderlands Trio: Wandersphere (Intakt, 2021)